# (32653) 4635 P-L
4635 P-L (asteroide 32653) é um asteroide da cintura principal. Possui uma excentricidade de 0.19468450 e uma inclinação de 1.98798º.
Este asteroide foi descoberto no dia 24 de setembro de 1960 por Cornelis Johannes van Houten e Ingrid van Houten-Groeneveld e Tom Gehrels em Palomar.